# Patrizia Auer
Patrizia Auer detta Patty (Bressanone, 11 novembre 1974) è un'ex sciatrice alpina italiana.

## Biografia
Gigantista pura originaria di Varna, la Auer entrò nei quadri della nazionale italiana nel 1991; nel 1996 esordì in Coppa del Mondo, il 6 gennaio a Maribor senza completare la prova, e ottenne l'unico podio in Coppa Europa, il 20 gennaio a Krompachy/Plejsy (3ª). Prese per l'ultima volta il via in Coppa del Mondo il 3 gennaio 1997 a Maribor, senza completare la prova (non portò a termine nessuna delle 4 gare nel massimo circuito cui prese parte) e nel 2000 conquistò due podi in Nor-Am Cup, a Park City il 9 e 10 febbraio (3ª). Si ritirò al termine di quella stessa stagione 1999-2000 e la sua ultima gara fu uno slalom speciale FIS disputato il 7 aprile ad Alyeska; non prese parte a rassegne olimpiche o iridate.
È compagna di Kristian Ghedina, a sua volta sciatore alpino; la coppia ha avuto un figlio nel 2020.

## Palmarès

### Coppa Europa
- 1 podio (dati dalla stagione 1994-1995):
  - 1 terzo posto

### Nor-Am Cup
- Miglior piazzamento in classifica generale: 31ª nel 2000
- 2 podi:
  - 2 terzi posti